# Ivan Armes
Ivan William Armes (6 tháng 4 năm 1924 - 11 tháng 11 năm 2015) là một cựu cầu thủ bóng đá từng thi đấu chuyên nghiệp cho Norwich City và Exeter City ở vị trí tiền vệ cánh trái. Sau khi rời Exeter City ông trở thành cầu thủ-huấn luyện viên tại Lowestoft Town.